# Liothrips citricornis
Liothrips citricornis är en insektsart som först beskrevs av Ian A. Hood 1908.  Liothrips citricornis ingår i släktet Liothrips och familjen rörtripsar. Inga underarter finns listade i Catalogue of Life.